# Fusion Rotterdam
Fusion Rotterdam is een volleybalvereniging. De vereniging is op 1 juli 2002 ontstaan uit een fusie van VCO/Ervea (wat weer is ontstaan uit VCO en Ervea) en Alexandria '66. De naam Fusion geeft de fusie weer tussen beide verenigingen.
De officiële naam na de fusie is Volleybalvereniging Rotterdam Oost, ingeschreven bij de Kamer van Koophandel (kvk 24336846). De naam is door de algemene ledenvergadering van 12 september 2018 veranderd in Fusion Rotterdam, wat in praktijk al vaker werd gebruikt.
Fusion Rotterdam heeft ongeveer 265 leden.

## Spelniveaus
Het eerste herenteam speelde van 2011 tot en met 2017 in de Eredivisie Volleybal.
In het seizoen 2018/2019 spelen:
- 3 heren senioren teams in de Nevobo competitie (hoogste niveau is 2e divisie).
- bij de senioren dames spelen 4 teams in de Nevobo competitie (hoogste niveau is 1e klasse).
- In de recreantencompetitie spelen 1 senioren heren team, 1 senioren dames team en 1 senioren mix team.
- De jeugdafdeling heeft 2 jongensteams en 3 meisjesteams. Voor de mini's komen 4 teams uit.

In het seizoen 2021/2022 zijn er:
- 5 senioren teams (3 dames, 2 heren),
- 8 jeugdteams (vanaf 12 jaar: 4 meisjes, 2 jongens en onder 12 jaar: 2 CMV teams),
- 4 recreanten teams (1 mix, 3 heren).

## Erelijst
| Competitie          | Mannen |
| ------------------- | ------ |
| Kampioen Topdivisie | 2011   |

## Samenwerkingsverbanden
De Alexanderhal (Sjanghailaan 275, 3066 SJ Rotterdam) waarin Fusion Rotterdam haar thuiswedstrijden speelt wordt door de gemeente aan de vereniging verhuurd. Ook de basketbalvereniging RoBa (Rotterdam Basketbal) maakt gebruik van deze hal. In een samenwerkingsverband Stichting Beheer Alexanderhal beleggen beide verenigingen de werkelijke huur en beheer van de sporthal.